# Tõnno Lepmets
Tõnno Lepmets (Tallinn, 31 marzo 1938 – Harjumaa, 26 giugno 2005) è stato un cestista sovietico.

## Carriera
Con l'Unione Sovietica ha disputato due edizioni dei Campionati europei (1963, 1967).